# NGC 287
NGC 287 es una galaxia espiral de la constelación de Piscis. 
Fue descubierta el 22 de noviembre de 1827 por el astrónomo John Herschel.